# دكاكيرية
الدَّكَاكِيرِيَّة أو الفِتِشِيَّة أو البُدِّيَّة (بالإنجليزية: Fetishism)‏ (أصلها من الكلمة الفرنسية fétiche، والتي أصلها من الكلمة البرتغالية feitiço، والتي ترجع أصولها للكلمة اللاتينية facticius والتي تعني مصطنع) هي الاعتقاد بأن كائن من صنع شخص له قوة خارقة، أو يمكنه التحكم في الآخرين.